# Posse de Fernando Henrique Cardoso em 1995
Fernando Henrique Cardoso e Marco Maciel tomaram posse como 34.º presidente do Brasil e 22.º vice-presidente do Brasil, respectivamente, no dia 1 de janeiro de 1995, em cerimônia realizada no Congresso Nacional em Brasília, dando início ao governo FHC e o fim do governo de Itamar Franco, que iniciou após o impeachment de Fernando Collor de Mello em 1992.

## Discurso de posse
Em seu primeiro discurso como presidente de facto do Brasil, Fernando Henrique Cardoso enfatizou a alta inflação vivenciada pela economia brasileira nos anos pós-redemocratização do Brasil, percorrendo, nas suas falas, uma linha cronológica que retoma o governo de Juscelino até o seu momento como ministro da fazenda do governo de Itamar Franco. O presidente também constantemente ratificou as condições atuais do país, como política externa, desenvolvimento e direitos civis. 

## Transmissão
A transmissão da posse de FHC foi considerada obrigatória pela Associação Brasileira de Emissoras de Rádio e TV.  Redes de televisão como a TV Globo, TV Senado e Rede Manchete transmitiram ao vivo o evento. 

## Presença de líderes mundiais
A posse de Fernando Henrique contou com 12 representantes de outros países, como os líderes Fidel Castro e Abdul Aziz Althenaian Al-Saud. Os países do G-7, como, por exemplo, França, EUA e Alemanha, enviaram representantes de seus respectivos países à posse do presidente brasileiro, o que totalizou 7 pessoas. 